# Prix Gémeaux du meilleur spécial humoristique
Prix Gémeaux : Meilleur spécial humoristique

## Lauréats
- 1990 - Rira bien... Spécial de fin d'année
- 1991 - Bye Bye 90
- 1992 - Bye Bye 91
- 1993 - André-Philippe Gagnon, Un documentaire de l'Office national des farces
- 1994 - Bye Bye 93
- 1995 - Lemire en spécial!
- 1996 - Bye Bye 95
- 1997 - Surprise sur prise «spécial Guy A. Lepage»
- 1998 - Y sont pas plus fous que nous autres!
- 1999 - La fin du monde est le 30 novembre
- 2000 - La Petite Vie : Le bogue de l’an 2000
- 2004 - Infoman 2003
- 2008 - Et Dieu créa… Laflaque : L'Île aux perdus